# Alexander Larín
Alexander Vidal „Cacho” Larín Hernández (ur. 27 czerwca 1992 w San Salvadorze) – salwadorski piłkarz grający na pozycji lewego obrońcy lub lewego pomocnika w klubie CD Águila oraz reprezentacji Salwadoru.

## Kariera
Alexander Larín jest wychowankiem Turín FESA FC. Początek kariery spędził w kilku salwadorskich klubach. W 2014 trafił do Tigres UANL. Z klubu był wypożyczany. W 2015 zdobył Primera División de Costa Rica z Herediano oraz Ascenso MX z FC Juárez. W 2016 przeniósł się do Alianza FC. Z klubem wygrał kilkukrotnie wygrał Primera División de Fútbol Profesional. W 2021 został zawodnikiem Comunicaciones FC. Z drużyną zdobył Ligę CONCACAF i Liga Nacional de Fútbol de Guatemala.
W reprezentacji Salwadoru zadebiutował 11 sierpnia 2012 w meczu z Gwatemalą. Pierwszą bramkę zdobył 30 sierpnia 2014 z Dominikaną. Został powołany na Złoty Puchar CONCACAF: 2013, 2015, 2017 i 2021.